# Maserati Levante
Le Maserati Levante est un SUV produit par le constructeur automobile italien Maserati à partir de 2016. C'est le premier SUV de la marque au trident.

## Présentation

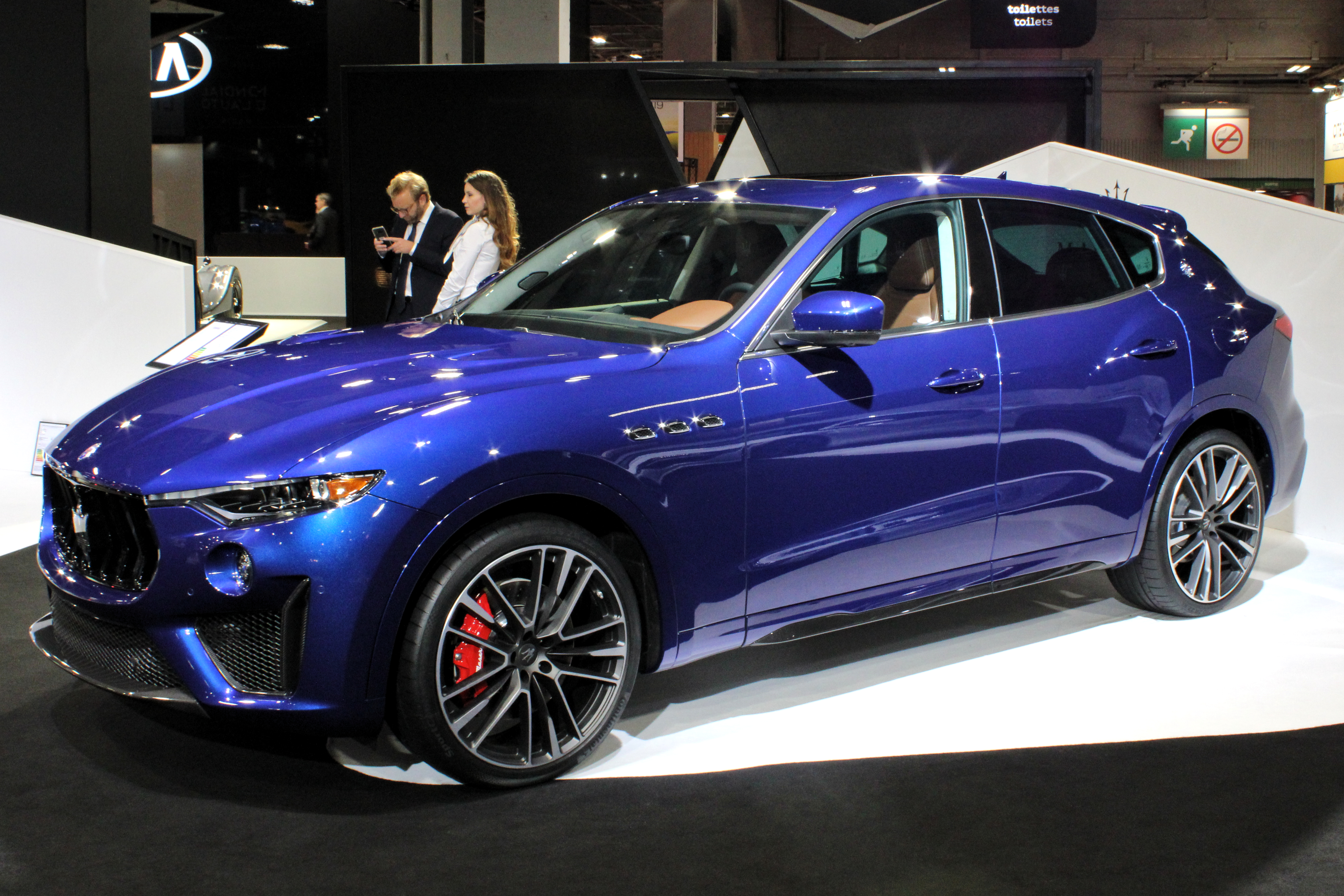
Maserati Levante Trofeo (2018).

Le Levante a d'abord été présentée sous forme de croquis au salon de Francfort 2015, avant d'être officiellement présenté au salon de Genève 2016. Ses premières photos officielles ont fuité sur le Web le 19 février 2016.
La Levante est fabriquée dans l'usine Fiat-Mirafiori à Turin en Italie.
En octobre 2023, le groupe Stellantis ferme l'usine de Mirafiori et cesse la production de la Levante pendant 2 semaines en raison de l'insuffisance des ventes du modèle.

## Caractéristiques techniques

### Motorisations
En mars 2018, Maserati présente au salon de New York la version Maserati Levante Trofeo équipée d'un V8 3.8 biturbo de 590 ch provenant du cousin Ferrari.
La version hybride de la Levante est présentée au Salon de l'automobile de Shanghai le 19 avril 2021.
Essence
|                            | V6 Biturbo                                 | V6 Biturbo                                 | V8 Trofeo                                  |
| -------------------------- | ------------------------------------------ | ------------------------------------------ | ------------------------------------------ |
| Moteur                     | 6-cylindres en V, 24 soupapes              | 6-cylindres en V, 24 soupapes              | 8-cylindres en V, 32 soupapes              |
| Admission                  | Bi-Turbo                                   | Bi-Turbo                                   | Bi-Turbo                                   |
| Cylindrée (cm3)            | 2 979                                      | 2 979                                      | 3 855                                      |
| Puissance maximale ch (kW) | 350 (257)                                  | 430 (316)                                  | 590 (440)                                  |
| au régime de (tr/min)      | 5 750                                      | 5 750                                      | 4 000                                      |
| Couple maximal (N m)       | 500                                        | 580                                        | 730                                        |
| au régime de (tr/min)      | 4 500 à 5 000                              | 4 500 à 5 000                              | 2 250 à 5 000                              |
| Boîte de vitesses          | Automatique séquentielle 8 rapports (BVA8) | Automatique séquentielle 8 rapports (BVA8) | Automatique séquentielle 8 rapports (BVA8) |
| Transmission               | Quatre roues motrices                      | Quatre roues motrices                      | Quatre roues motrices                      |
| Vitesse maximale (en km/h) | 264                                        | 264                                        | 300                                        |
| 0-100 km/h (en s)          | 6,0                                        | 5,2                                        | 3,9                                        |
| Consommation (en L/100 km) | 15,0/8,5/10,9                              | 15,0/8,5/10,9                              |                                            |
| Émissions de CO2 (en g/km) | 249                                        | 253                                        |                                            |
| Masse à vide (kg EU)       | 2 109                                      | 2 109                                      |                                            |
| Capacité du réservoir (L)  | 80                                         | 80                                         | 80                                         |
| Norme environnementale     | Euro 6                                     | Euro 6                                     | Euro 6                                     |

Diesel
|                            | V6 turbo Diesel                            | V6 turbo Diesel                            |
| -------------------------- | ------------------------------------------ | ------------------------------------------ |
| Moteur                     | 6 cylindres en V, 24 soupapes              | 6 cylindres en V, 24 soupapes              |
| Admission                  | Turbocompressé                             | Turbocompressé                             |
| Cylindrée (cm3)            | 2 987                                      | 2 987                                      |
| Puissance maximale ch (kW) | 250 (184)                                  | 275 (202)                                  |
| au régime de (tr/min)      |                                            | 4 000                                      |
| Couple maximal (N m)       |                                            | 600                                        |
| au régime de (tr/min)      |                                            | 2 000                                      |
| Boîte de vitesses          | Automatique séquentielle 8 rapports (BVA8) | Automatique séquentielle 8 rapports (BVA8) |
| Transmission               | Quatre roues motrices                      | Quatre roues motrices                      |
| Vitesse maximale (en km/h) |                                            | 230                                        |
| 0-100 km/h (en s)          |                                            | 6,9                                        |
| Consommation (en L/100 km) |                                            | 8,2/6,6/7,2                                |
| Émissions de CO2 (en g/km) |                                            | 189                                        |
| Masse à vide (kg EU)       |                                            | 2 205                                      |
| Capacité du réservoir (L)  | 80                                         | 80                                         |
| Norme environnementale     | Euro 6                                     | Euro 6                                     |

## Versions

### GTS
En juillet 2018, Maserati présente une version sportive du Levante, le GTS, qui possède un moteur V8 bi-turbo de 550 ch. Elle se démarque par un bouclier légèrement redessiné, des jupes spécifiques, des jantes de 22 pouces et un intérieur sportif mêlant cuir rouge et inserts en carbone.

## Finition
- Trofeo

### Séries limitées
- Levante Launch Edition (100 exemplaires)
- Levante Vulcano (150 exemplaires)
  - La Vulcano reçoit le V6 en 350 ch ou 430 ch. Elle est disponible avec une teinte « Grigio Lava » mate et le pack sportif Nerissimo, avec une calandre et un logo noirs, des poignées de porte couleur carrosserie, des feux arrière sombre, des sorties d'échappement foncées et des encadrements de fenêtre noir glacés, ainsi que des jantes de 21 pouces Helios en finition mate, des étriers de frein rouges et de phares adaptatifs à LED. À l'intérieur, le Levante Vulcano est équipé d'une sellerie cuir, de sièges chauffants et ventilés, disponibles en rouge ou en noir, d'un système audio haut de gamme Bowers & Wilkins [8] et une plaque en aluminium indiquant le numéro de l'exemplaire.
- Royale (2020)[9]
- MC Edition (2022) : Trofeo + coloris Giallo Corse ou Blu Vittoria, jantes noires de 22 pouces, étriers de freins bleus, inserts à l'intérieur en fibre de carbone de couleur bleue, surpiqûres bleues avec sellerie en cuir noir naturel Nero Pienofiore, toit ouvrant électrique, système audio Bowers & Wilkins Surround, pack d'assistance au conducteur[10]
- F Tributo (2022)[11]

## Concept car

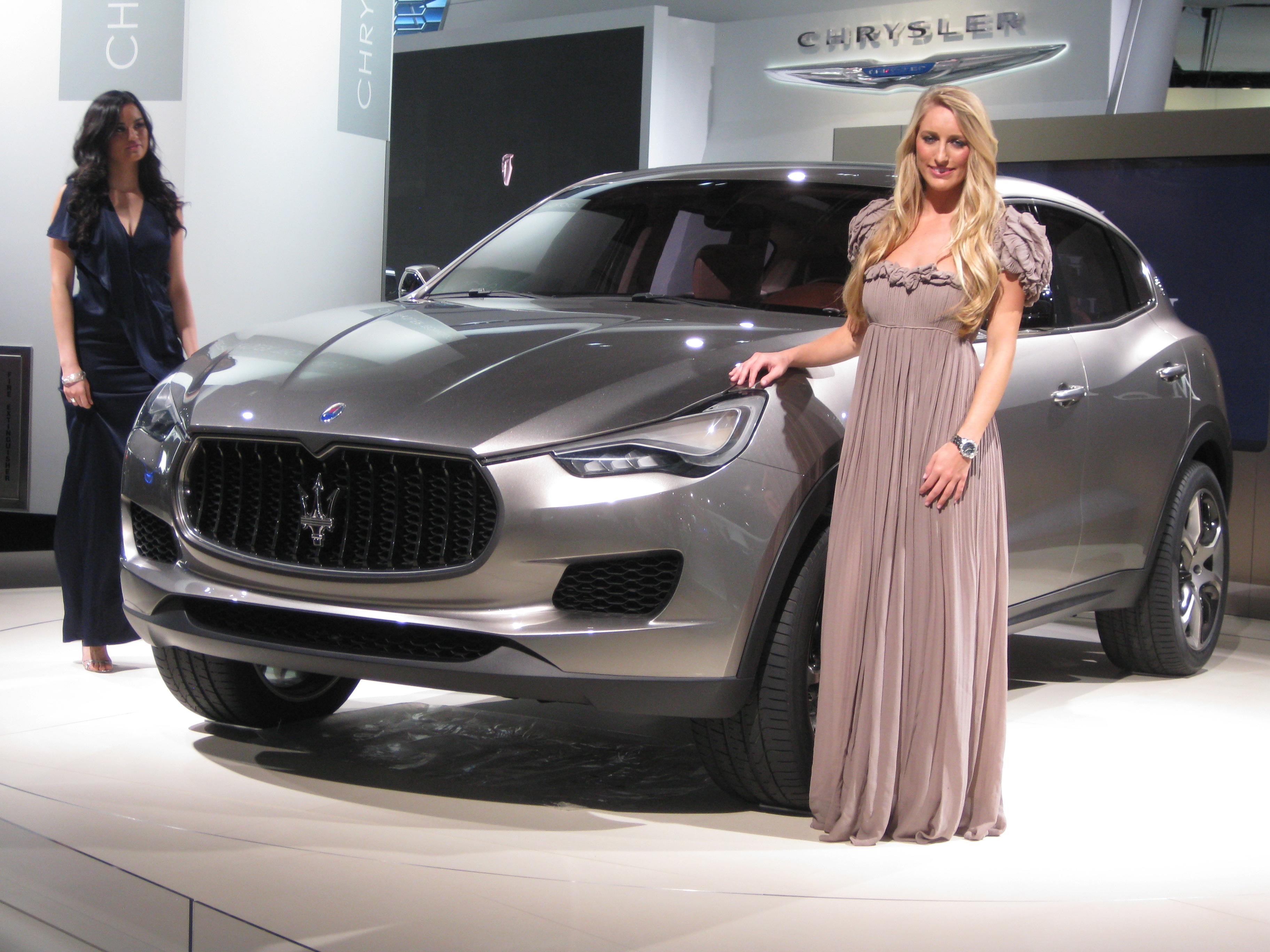
Maserati Kubang, dévoilé au salon de Francfort 2011.

La Levante est préfigurée par le concept car Maserati Kubang dévoilé au salon de Francfort 2011.
Kubang est le nom donné à deux concept de SUV Maserati. Le premier a été présenté en 2003 et le second en 2011.
En 2011, le Kubang reposait sur la base du Jeep Cherokee. Après réflexion et analyse stratégique, Sergio Marchionne décide que le SUV soit entièrement italien, construit sur une plateforme et avec des motorisations Maserati. Cette décision entraîne un retard dans la mise au point finale du projet Levante qui repose sur la plateforme de la Maserati Ghibli et hérite des mêmes motorisations V6 3 litres essence et Diesel.